# 层级金字塔
层级金字塔（也被称为圆形金字塔，在阿拉伯语中被称为il-haram il-midawwar，阿拉伯语：‎）位于扎維耶爾雅利安（Zawyet el'Aryan）的皇家公墓区域内。这座金字塔被认为是第三王朝法老哈巴的陵墓，但是这一猜测只是依据该金字塔附近一个陵墓的挖掘结果得出的，所以存在着很大争议。